# Kurdischer Film

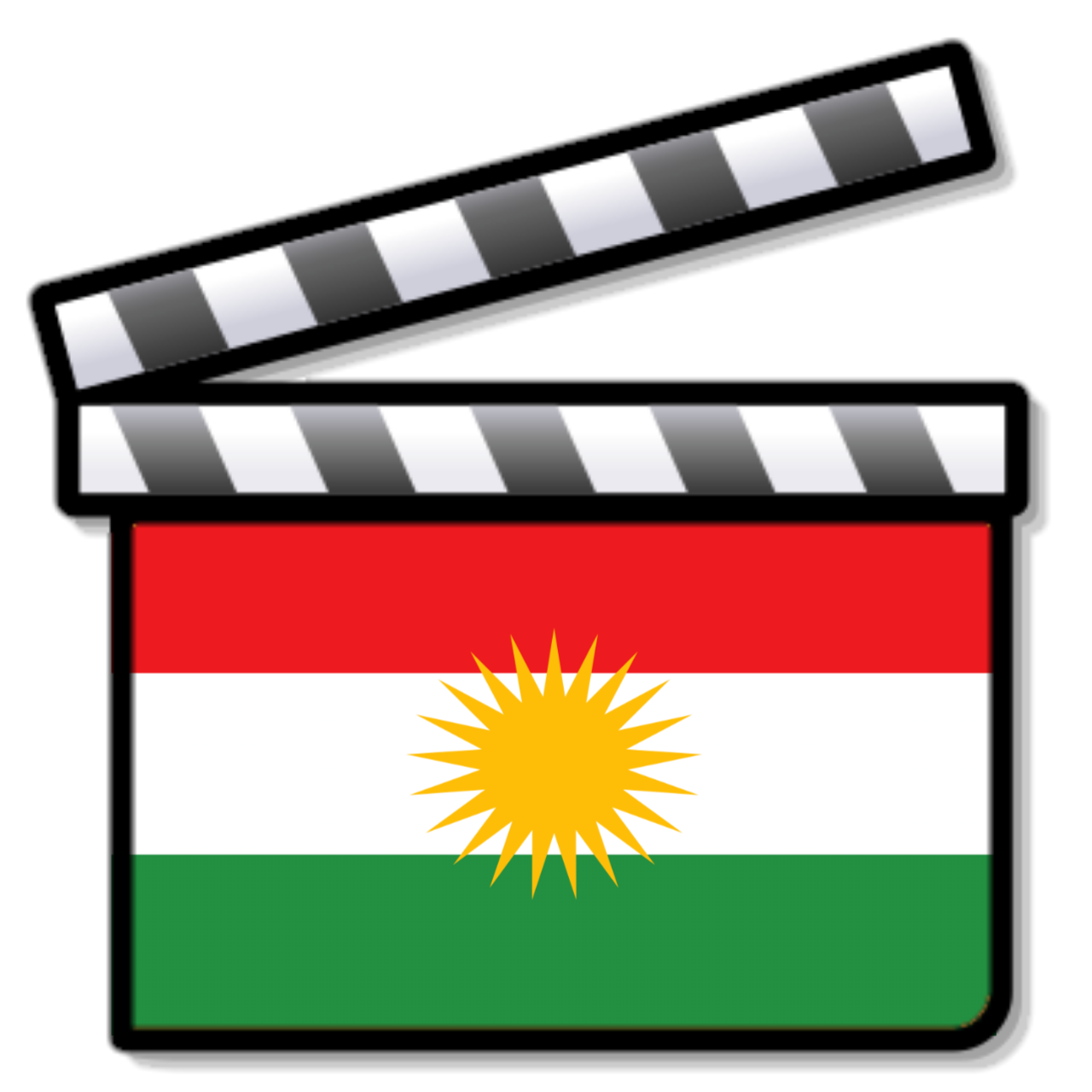

Der kurdische Film ist geprägt vom Schicksal der Kurden als Volk ohne eigenen Staat. Er erzählt von sozialen Missständen, Unterdrückung, Folter, Menschenrechtsverletzungen und dem Leben im Exil. Für viele Kurden ist der Film ein zentrales Ausdrucksmittel, da er die Möglichkeit bietet, auf künstlerische Art und Weise auf die eigene Lage aufmerksam zu machen.
Aufgrund staatlicher Repressionen, insbesondere in der Türkei, war es lange Zeit schwierig, Filme in kurdischer Sprache zu produzieren. Erst 1991 wurde das Verbot der kurdischen Sprache in der Türkei aufgehoben. Dies hat die Entfaltung des kurdischen Films erschwert. Viele kurdische Filme entstehen daher im Exil, etwa in Europa.
Die bekanntesten kurdischen Regisseure sind Yılmaz Güney und Nizamettin Ariç. Yılmaz Güney begann bereits in den 1950er Jahren mit dem Filmemachen. Sein Film Yol – Der Weg (1982), den er aus dem Gefängnis heraus inszenierte, gewann die Goldene Palme bei den Internationalen Filmfestspielen von Cannes. Güney gilt als Symbolfigur eines antikolonialen Kinos, das sich mit kultureller Identität und Widerstand auseinandersetzt. Sein Tod im Jahre 1984 in Paris bedeutete das Ende des kurdischen Filmes für eine lange Zeit, gerade wo er zu internationalem Ruhm kam. Allerdings folgte 1991 ein weiterer kurdische Film namens „Ein Lied für Beko“ von Nizamettin Ariç aus deutsch-armenischer Produktion. Im Jahre 1992 folgte Mem û Zîn von Regisseur Ümit Elçi aus türkischer Produktion. Der Film Siyabend und Xecê stammt aus dem Jahre 1993 und wurde auch in der Türkei produziert.
In den letzten Jahrzehnten hat sich das kurdische Kino weiterentwickelt, die Zahl der Filmveröffentlichungen steigt stetig u. a. Produktionen aus dem Iran. Insbesondere Regisseure wie Bahman Ghobadi, der für seinen Film Schildkröten können fliegen auf der Berlinale den Friedensfilmpreis erhielt, tragen dazu bei.
Der erste bekannte Film, der Kurden thematisierte, war Zare (1926) von Hamo Beknazaryan, gedreht in der Armenischen SSR.

## Regisseure
- Züli Aladağ
- Nizamettin Ariç
- Zaynê Akyol
- Miraz Bezar
- Reber Dosky
- Bahman Ghobadi
- Yılmaz Güney
- Fariborz Kamkari
- Ferit Karahan
- Mano Khalil
- Nazmi Kırık
- Kazim Öz
- Ayşe Polat
- Nuray Şahin
- Hiner Saleem
- Yeşim Ustaoğlu
- Yüksel Yavuz
- Yüksel Yavuz
- Yusuf Yeşilöz
- Soleen Yusef

## Schauspieler
- Tuncay Gary

## Filme (Auswahl)
- 1926: Zare (Hamo Beknazarian)[13]
- 1979: Sürü – Die Herde
- 1982: Yol – Der Weg (Yilmaz Güney)
- 1982: Die Mauer / Duvar (Yilmaz Güney)[14]
- 1991: Siyabend und Hece[15]
- 1992: Mem und Zin
- 1993: Ein Lied für Beko (Nizamettin Ariç)[16]
- 1993: Schweigende Karawane
- 1993: Der Ort, an dem Gott schläft (Kurzfilm)
- 1995: Bêrîvan (dt.: Ein Lied gegen den Regen) (Kurzfilm) (Miraz Bezar)[17]
- 1996: Die Melodie vom Mädchen im Tal (Kurzfilm)
- 1997: Der Gast (Kurzfilm)
- 1998: Aprilkinder[18]
- 1999: Reise zur Sonne[19]
- 1999: Schwarze Tafeln
- 1999: Triumph des Eisens
- 1999: Bad ma ra khahad bord (dt.: Der Wind wird uns tragen)[20]
- 1999: Das Land (Kurzfilm)[21]
- 2000: Zeit der trunkenen Pferde
- 2000: Schwarze Tafeln
- 2000: Der Mann mit der weißen Jacke
- 2000: Karapet von Xaco
- 2000: Der Fotograf
- 2000: Blackboards (Samira Makhmalbaf)[22]
- 2001: Der Kopfschmuck
- 2001: Zu bleiben oder zu gehen ist schwer (Kurzfilm)
- 2002: Jiyan (dt.: Leben)[23]
- 2002: Verloren im Irak[24]
- 2002: Hoffnung (Kurzfilm)
- 2003: Wodka Lemon
- 2003: Unbedingt heute (Kurzfilm)
- 2004: Schildkröten können fliegen
- 2005: Kilomètre zéro[25]
- 2006: Beritan[26]
- 2006: Half Moon[27]
- 2006: Û nergiz biskivîn (dt.: Und die Narzissen blühten)[28]
- 2007: Dol – Tal der Trommeln (Dol) (Huner Saleem)[29]
- 2007: David and Layla[30]
- 2007: Crossing the Dust[31]
- 2007: Magara adami (dt.: Der Höhlenmann)
- 2008: Sores and Sîrîn (Kurzfilm aus Deutschland)[32]
- 2008: My Marlon and Brando (tr.: Gitmek)[33]
- 2009: Bahoz (dt.: Der Sturm)[34]
- 2010: Min dît (dt.: Ich habe gesehen)
- 2011: Der Schatten einer Kugel[35]
- 2011: Mes - Lauf![36]
- 2012: Bekas (Karzan Kader)[37]
- 2012: Rhino Season (Bahman Ghobadi)[38]
- 2013: Were Dengê Min (dt.: Folge meiner Stimme)[39]
- 2013: My Sweet Pepper Land[40]
- 2013: Jîn (Reha Erdem)[41]
- 2014: Zonê ma Koti yo? (tr.: Ana dilim nerde?)
- 2014: Klama Dayîka Min (tr.: Annemin Şarkısı) (dt.: Das Lied meiner Mutter)[42]
- 2014: Bîranînen li ser Kevirî (eng.: Memories on Stone) (Shawkat Amin Korki)[43]
- 2016: Die Schwalbe (Mano Khalil)[44]
- 2016: Where Is Kurdistan? (Aboozar Amini) (Kurzfilm)[45]
- 2016: Reşeba – The Dark Wind (dt.: Der schwarze Wind) (Hussein Hassan Ali)[46]
- 2016: Haus ohne Dach (Soleen Yusef)[47]
- 2017: Zer - Wessen Liebe (Kazım Öz)[48]
- 2017: Zagros (Sahim Omar Kalifa)[49]
- 2019: Toutes les vies de Kojin (dt.: Alle Leben von Kojin) (Diako Yazdani)[50]
- 2019: The End Will Be Spectacular (Ersin Çelik)[51]
- 2020: Nachbarn (Mano Khalil)[52]
- 2021: Stille Post (Florian Hoffmann)[53]
- 2021: Brother’s Keeper (tr.: Okul Tıraşı) (Ferit Karahan)[54]
- 2021: The Exam (Shawkat Amin Korki)[55]
- 2022: My Small Land (Emma Kawawada)[56]
- 2024: Demo Ke Pelê Gozan Benî Zer (dt.: Wenn die Walnussblätter gelb werden) (Mehmet Ali Konar)[57]

Hinweis: Für diesen Abschnitt konnte keine zuverlässige Quelle zur Existenz der Filme 1993: Schweigende Karawane, Der Ort, an dem Gott schläft (Kurzfilm), 1996: Die Melodie vom Mädchen im Tal (Kurzfilm), 1997: Der Gast (Kurzfilm), 1999: Schwarze Tafeln, 1999: Triumph des Eisens, 2000: Der Mann mit der weißen Jacke, 2000: Karapet von Xaco, 2000: Der Fotograf, 2001: Der Kopfschmuck, 2001: Zu bleiben oder zu gehen ist schwer, 2002: Hoffnung (Kurzfilm), 2003: Unbedingt heute (Kurzfilm) und 2007: Magara adami (dt.: Der Höhlenmann) gefunden werden. Bitte ergänzen, falls verfügbar.

### Neue kurdische Dokumentarfilmbewegung
In der jüngeren Vergangenheit entstand eine neue Dokumentarfilmbewegung in allen vier Teilen Kurdistan.
Seit den 2000er Jahren hat sich eine neue Generation kurdischer Dokumentarfilmer:innen etabliert, die sich mit Themen wie Exil, Identität, Erinnerung und Widerstand auseinandersetzt. Viele dieser Filme entstehen in der Diaspora und verbinden persönliche Perspektiven mit politischer Analyse. In Frankreich, Deutschland und der Schweiz entstehen Filmproduktionsfirmen von kurdischen Filmemachern, die durch den öffentlichen Rundfunk dieser Staaten gefördert wurden. Die Bewegung ist geprägt von einem transnationalen Ansatz, der kurdische Erfahrungen in Europa, dem Nahen Osten und darüber hinaus sichtbar macht. So wurde etwa die 2025 veröffentlichte Dokumentarserie „Vejîna Kurd – Vom Völkermord zum freien Leben“ von Teams aus allen vier Teilen Kurdistans sowie der kurdischen Diaspora produziert. Sie dokumentiert die Geschichte der kurdischen Befreiungsbewegung und ist das Ergebnis von acht Jahren transnationaler Recherchearbeit.
Kurdische Filmemacher benutzen Dokumentarfilme als Werkzeug, um hauptsächlich gebildete westliche Zuschauer zu erreichen und diese über historische und aktuelle Umstände in Kurdistan zu informieren. Dies geschieht im Besonderen durch das Zeigen der Filme auf Filmfestivals und in Sozialen Medien. Viele diese Dokumentarfilme wurden mit kleinem Budget und wenigen Mitarbeiten gedreht. Auch Filmfestivals wie das Kurdische Filmfestival Berlin fördern die Sichtbarkeit dieser Bewegung. Dort werden regelmäßig Dokumentarfilme gezeigt, die sich mit der kurdischen Geschichte, dem Widerstand gegen staatliche Gewalt und der Rolle von Frauen in der Gesellschaft beschäftigen. Auch die Kurdischen Filmtage München tragen zur Sichtbarkeit kurdischer Filmkunst bei. Das Festival präsentiert jährlich eine vielfältige Auswahl an Spiel-, Dokumentar- und Kurzfilmen, die sich mit der Geschichte, Kultur und den aktuellen Herausforderungen der kurdischen Gemeinschaft befassen. Themen wie politische Konflikte, Umweltveränderungen, das Leben der Kolbars oder die Rolle von Frauen stehen im Mittelpunkt. Begleitende Diskussionen und ein Kinderfilmprogramm fördern den kulturellen Austausch.
Der Film Banaz: A Love Story, produziert von Deeyah Khan, handelt von Banaz Mahmod, einer 20-jährigen kurdischen Frau aus Mitcham im Süden Londons, die 2006 Opfer eines Ehrenmords wurde, verübt von ihrem Vater, Onkel und mehreren Cousins. Der Film gewann 2013 den Emmy Award in der Kategorie Best International Current Affairs.
Ein herausragender Vertreter dieser Bewegung ist der in der Schweiz lebende Regisseur Mano Khalil. In seinen dokumentarischen und fiktionalen Arbeiten thematisiert er die Folgen von Repression, Migration und kulturellem Verlust. Sein Film Der Imker (2013) porträtiert das Leben eines kurdischen Flüchtlings aus Syrien in der Schweiz und wurde international vielfach ausgezeichnet. Mit dem autobiografisch inspirierten Spielfilm Nachbarn (2021) verarbeitete Khalil seine Kindheitserfahrungen in einem syrisch-kurdischen Dorf an der Grenze zur Türkei.
Nun folgen einige dieser Dokumentationen:
- 2006: Notes from a Kurdish Rebel (Stefano Savona)[64]
- 2006: Newroz (Kurzfilm, Dokufilm über das Neujahrsfest der Kurden)
- 2008: Close up Kurdistan (Yüksel Yavuz)[65]
- 2011: The Guerilla Son (schwed.: Gerillasonen) (Zanyar Adami, David Herdies)[66]
- 2012: Banaz: A Love Story (Deeyah Khan)[67]
- 2013: 1,001 Apples (Taha Karimi)[68]
- 2013: Der Imker (Mano Khalil)[69]
- 2013: Hêvî (dt. Hoffnung) (Yüksel Yavuz)[70]
- 2013: The Silent Revolution (David Meseguer, Oriol Gracià)[71]
- 2015: North – Bakur (Çayan Demirel & Ertugrul Mavioglu)[72]
- 2015: Her War: Women Vs. ISIS (Anastasia Trofimova)[73]
- 2015: Life on the Border[74]
- 2015: Berçem – Suyun öteki yanı (dt.: Die andere Seite des Wassers)[75]
- 2015: Frontline Fighting: Battling ISIS[76]
- 2015: Victims of ISIS (Anastasia Trofimova)[77]
- 2015: Letter to the King (nor.: Brev til kongen) (Hisham Zaman)[78]
- 2016: Dil Leyla (Asli Özarslan)[79]
- 2016: Der Freiheitskampf der Kurdinnen (Mylène Sauloy)[80]
- 2016: Roza – The Country Of Two Rivers (Kudbettin Cebe)[81]
- 2016: Radio Kobanî (Reber Dosky)[82]
- 2016: Gulîstan, Land of Roses (Zaynê Akyol)[83]
- 2016: The Sniper of Kobani (Reber Dosky)[84]
- 2016: Our War (Bruno Chiaravalloti, Claudio Jampaglia, Benedetta Argentieri)[85]
- 2016: My Paradise (Ekrem Heydo)[86]
- 2017: AMED – Gedächtnis einer Stadt (Yüksel Yavuz)[87]
- 2017: Filles du Feu (Stéphane Breton)[88]
- 2017: Fear Us Women (David Darg)[89]
- 2017: Resistance Is Life (Apo W. Bazidi)[90]
- 2017: Who is Afraid of Ideology? Part 1 (Marwa Arsanios)[91]
- 2017: Binxet – Under the Border (Luigi D’Alife)[92]
- 2017: No Place for Tears (Reyan Tuvi)[93]
- 2017: Jiyan’s Story (A. Halûk Ünal)[94]
- 2017: Accidental Anarchist (Clara Glynn, John Archer)[95]
- 2017: The Road to Raqqa (Anastasia Trofimova)[96]
- 2018: Commander Arian (Alba Sotorra)[97]
- 2018: I Am The Revolution (Benedetta Argentieri)[98]
- 2018: The Communes of Rojava: A Model In Societal Self Direction (Neighbor Democracy)[99]
- 2019: Sidik and the Panther (Reber Dosky)[100]
- 2019: Rojava – Der Traum der Kurden (Michael Enger)[101]
- 2019: Voices of Bakur (Two Rivers and a Valley)[102]
- 2019: Anna: The Woman Who Went to Fight ISIS (Marina Parker)[103]
- 2019: Who Is Afraid of Ideology? Part 2 (Marwa Arsanios)[104]
- 2019: International Volunteers of the Rojava Revolution (Lorenzo Serna)[105]
- 2020: Paris - Die Kurdinnen und ihr Killer: Der Kampf von PKK und Türkei mitten in Europa (Ahmet Senyurt)[106]
- 2021: Heval (Adam R. Wood)[107]
- 2021: Kurdbûn - To Be Kurdish (Fariborz Kamkari)[108]
- 2021: The Other Side of the River (Antonia Kilian)[109]
- 2022: Angels of Sinjar (Hanna Polak)[110]
- 2023: The Rain Bride (Hemin Latif)[111]
- 2023: Irak: Kurden gegen Mullahs (Jean-Jacques Cunnac)[112]
- 2025: Ji qirkirinê ber bi jiyana azad ve – Vejîna Kurd (dt.: Vom Völkermord zum freien Leben) (Dokumentations-Kommune Gulistan Tara)[113]

Hinweis: Für diesen Abschnitt konnte keine zuverlässige Quelle zur Existenz des Films 2006: Newroz (Kurzfilm, Dokufilm über das Neujahrsfest der Kurden) gefunden werden. Bitte ergänzen, falls verfügbar.